# Aplochitonidae
Aplochitonidae é uma família de peixes actinopterígeos que podem ser encontrados no Pacífico Ocidental e no Oceano Índico, com preponderância nas regiões da Austrália e Indonésia.